# Kurwai

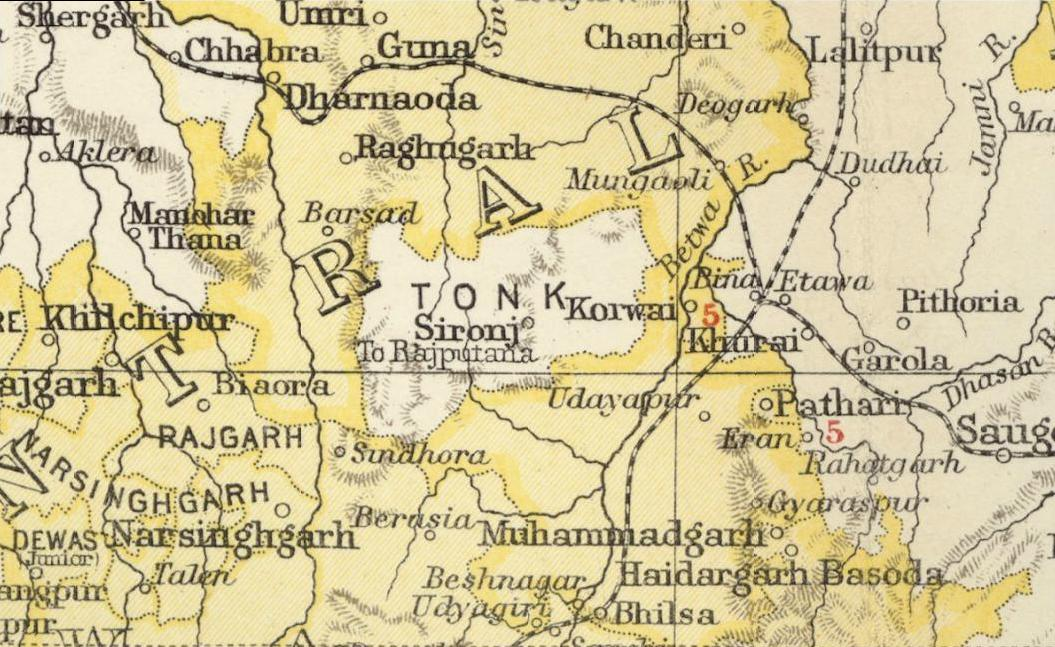
Korwai a un mapa de l'Imperial Gazetteer of India

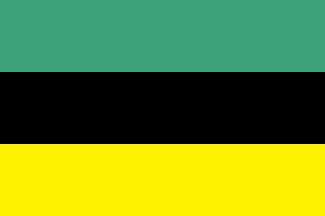
Bandera de Kurwai

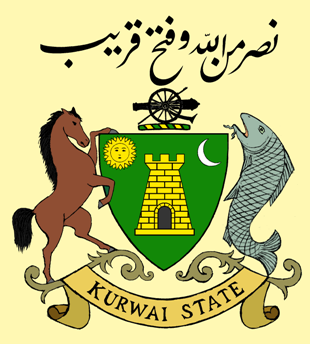
Escut

Korwai o Kurwai fou un estat tributari protegit directament dependent del govern britànic i dins l'agència de Bhopal amb una superfície de 288 km². Estava limitat al nord i est per les Províncies Centrals, i al sud i oest per parts de l'estat de Gwalior. El riu principal era el Betwa, que regava la part occidental.

## Població
La població era:
- 1881: 24.631
- 1891: 21.787
- 1901: 13.634 (descens degut a la gran fam de 1899-1900 i epidèmies que van seguir)
- 1931: 22.076

El 83% dels habitants eren hindús i la resta quasi tots musulmans. Hi havia 85 pobles. La llengua comuna era el dialecta malwi del rajasthani. El 43% de la població treballava en l'agricultura, i en feines generals el 9%.
La capital era Kurwai o Korwai, a la riba dreta del Betwa amb una població el 1901 de 2.256 habitants. A un turó proper hi ha una fortalesa. La població al cens 2001 és de 13.737 habitants.

## Història
El 1713 un aventurer afganès de Tirah, Muhammad Diler Khan (o Muhammad Dalair Khan), del grup paixtu dels Firuz Khel, es va apoderar de Kurwai i alguns pobles a la rodalia. Després, a canvi d'algun serveis, va aconseguir de l'emperador mogol la concessió de 31 parganes però va acabar morint en lluita contra antics companys d'armes el 1722. El va succeir el seu fill viu més gran nawab Izzat Khan, que es va aliar als marathas i va augmentar els seus dominis; l'estat va arribar a ser tan gran com el Principat de Bhopal o potser més. Després de la desastrosa tercera batalla de Panipat del 1761 en què els afganesos van derrotar els marathes, va resultar ferit però va canviar a temps de bàndol i va reconèixer a Ahmad Shah Durrani que li va donar terres, comandaments i títols, però va morir de les ferides en tornar a Kurwai (1762).
Va deixar nou fills i el va succeir el seu fill gran Hurmut Khan, que fou objecte d'atacs dels seus antics aliats marathes sent capturat durant una visita a Himmatgarh, prop de Poona; va passar tres anys a la presó sent torturat i maltractat per obligar-lo a dir on tenia el tresor; finalment va cedir diversos pobles i una indemnització de 3 lakhs; alliberat va buscar noves aliances i aviat va cooperar amb els britànics. El 1778 el sobirà va ajudar al coronel Goddard i el 1783 va estar al costat dels britànics en la guerra el que li va causar greus problemes amb els marathes que li van arrabassar molts territoris i no li va aportar cap benefici, ja que els britànics no li van retornar cap dels territoris perduts.
Va morir el 1792 i el va succeir el seu fill gran Akbar Muhammad Khan. Nawabzada Irradat Muhammad Khan germanastre d'Akbar (cinquè fill d'Hurmut Khan però el primer legítim) li va disputar la successió i fou expulsat de l'estat (1792 o 1793). El 1817 el nawab estava molt pressionar pels marathes de la dinastia Sindhia de Gwalior, i va demanar l'ajut de l'agent polític britànic a Bhopal, que li va donar la protecció demanada. El 1820, ja establerta la influència britànica, Iradat Muhammad Khan, va demanar assistència als britànics per assolir el tron, però aquestos van refusar intervenir al·legant que la possible successió irregular s'havia produït abans de l'establiment del protectorat i Iradat va rebre únicament una pensió de 6000 rúpies del germà a canvi d'abandonar la seva reclamació, mentre Akbar fou confirmat (7 de desembre de 1820).
Mushfiq Meherban-i-Dostan Nawab Akbar Muhammad Khan, va morir el 1839 i va deixar dos fills; el gran Muhammad Muzaffar Khan el va succeir i va morir l'11 d'agost de 1858 deixant només una filla. La successió va passar al seu germà Mushfiq Meherban-i-Dostan Nawab Muhammad Najaf Khan, que era jagirdar de Mehboobpur i s'havia destacat durant el motí al servei dels britànics al combat de Lahira el 1857. Va rebre salutació personal de 9 canonades el 25 de gener de 1886.
Va morir el 15 de gener de 1887 i els seus tres fills mascles havien mort joves. La successió va passar a la filla Karamat uz-Zamani Begum Sahiba casada amb Mian Muhammad Mazhar Ali Khan Bahadur de Basoda, per mitjà del fill de la princesa, Mushfiq Meherban-i-Dostan Nawab Muhammad Munawar Ali Khan, proclamat nawab sota la regència del seu pare (1887-1892). Va arribar a la majoria de 23 anys el 1892. Va morir el 10 de setembre de 1896, deixant només una filla i el va succeir el seu germà Mushfiq Meherban-i-Dostan Nawab Muhammad Yaqub Ali Khan, que va morir de malaltia a Bhopal l'1 d'octubre de 1906.
Va pujar llavors al tron el seu fill Ali Jah, Anis ud-Daula Nawab Muhammad Sarwar Ali Khan Bahadur Firuz Jang, sota regència de la seva mare fins al 9 d'abril de 1923 quan fou declarat major d'edat. El 1947 va accedir a l'Índia i va ingressar a la unió de Malwa el 15 de maig de 1948 i tot seguit a Madhya Bharat el 15 de juny de 1948.
El sobirà exercia els poders d'un magistrat de primera classe. El codi de l'Índia Britànica estava en ús. L'agent polític britànic tenia el control de les finances.

## Bandera
La bandera personal del Nawab era verda i a la part superior del vol tenia una mitja lluna blanca inclinada amb les puntes sensiblement mirant cap dalt.

## Llista de nawabs
- Muhammad Diler Khan 1713-1722
- Muhammad Izzat Khan 1722-1762
  - Muhammad Ahsanullah Khan, regent 1722-1727
- Muhammed Hormat Khan 1762-1792
- Iradat Muhammad Khan 1792 ? (fill?)
- Akbar Muhammad Khan 1792-1839 (o 1843) (fill il·legítim d'Hormat Khan, nawab 1820)
- Muhammad Muzaffar Khan 1839 – 1858
- Muhammad Najaf Khan 1858 - 1887 (+15 de gener de 1887)
- Munawar Ali Khan 1887-1896 (net, fill d'una filla)
  - Mian Mazhar Ali Khan, regent 1887-1892
- Mohammad Yakub Ali Khan 1896-1906 (fill de Munawar)
- Mohammad Sarwar Ali Khan 1906-1948 (fill, + 8 de desembre de 1984)
  - Umar un-nisa Begum, regent 1906-1923